# Коморовський Андрій
Андрій Коморовський (1919, м. Львів — 20 листопада 2017, м. Торонто, Канада) — унтерштурмфюрер (хорунжий) 14-ї гренадерської дивізії військ СС «Галичина», ветеранський і громадський діяч у діаспорі.

## Життєпис
У 1940 році мобілізований до Червоної армії, а у жовтні 1941 року потрапив до німецького полону біля Курська. 
Служив перекладачем у піонірському батальйоні 9-ї дивізії Вермахту. 
У 1943 році вступив до 14-ї гренадерської дивізії військ СС «Галичина». Після закінчення старшинської школи служив офіцером для особливих доручень при штабі 2-го батальйону 30-го полку, був ад'ютантом командира цього підрозділу майора Черніна.
За проявлений героїзм у боях в Словаччині нагороджений Залізним хрестом 2-го класу.
Перебував у британському полоні в Ріміні, з 21 березня по 11 жовтня 1946 року був командиром 2-го (кол. 30-го) полку дивізії.
На еміграції в Аргентині, співзасновник та голова аргентинського відділення Братства колишніх вояків 1-ї Української дивізії УНА. Переїхав до Канади, де протягом 2001-2004 років був голою всієї організації.
Активно допомагав музею визвольної боротьби України у Львові, відвідував його у 1995 році.

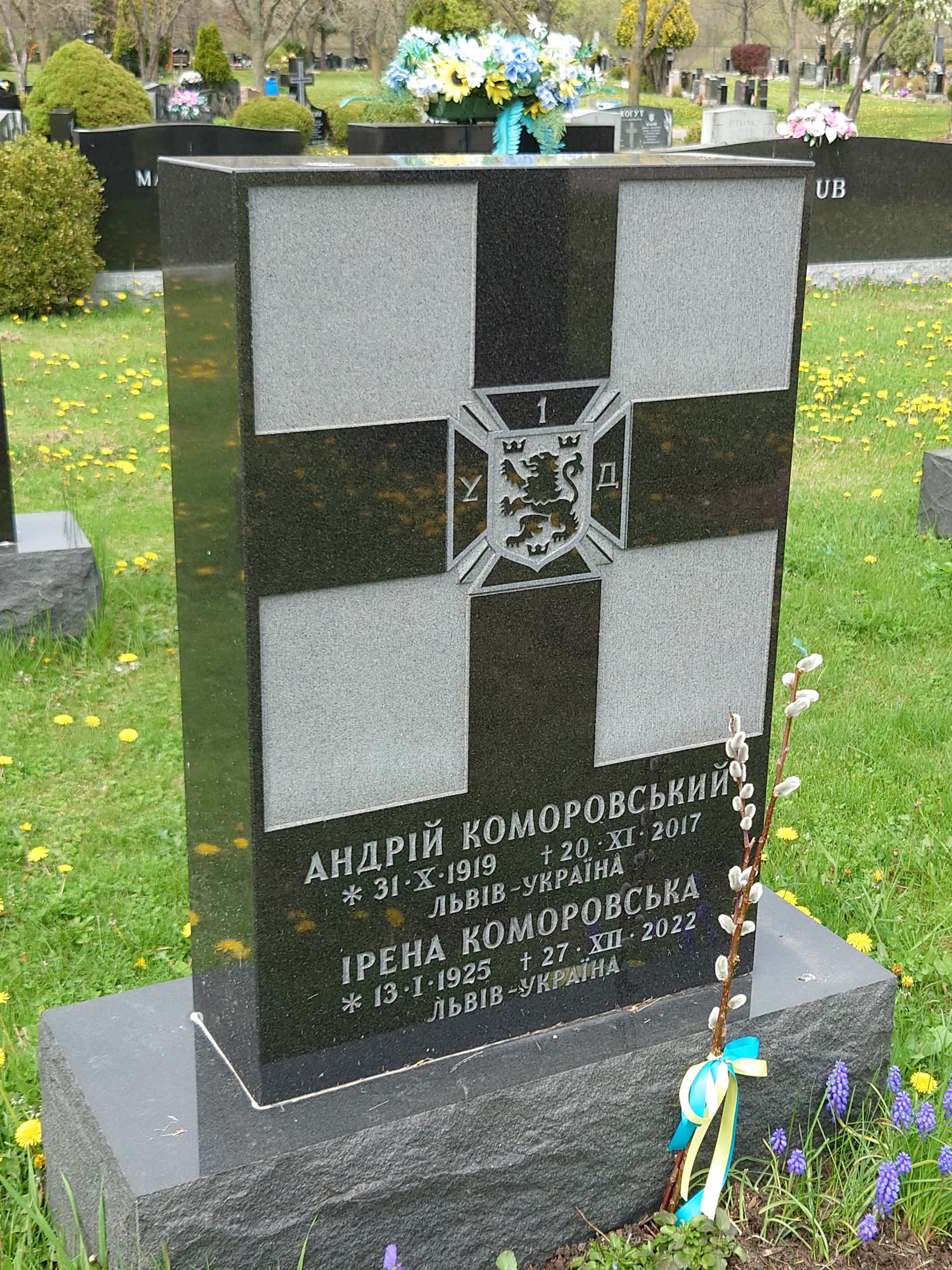
Могила Андрія Коморовського

Помер 20 листопада 2017 року в Торонто. Похований на Українському цвинтарі Святого Володимира міста Оквілл.